# Hiroki Noda
Hiroki Noda (født 27. juli 1997) er en japansk fodboldspiller, som spiller for den japanske fodboldklub Gamba Osaka.